# Ancien hôtel du petit Cuissy
L'  Hôtel particulier du petit-Cuissy  était une maison de ville des moines, elle est située à Laon, en France.

## Présentation
La maison se situe au 38 rue Vinchon.
Elle était le refuge des moines de Cuissy en la ville. La maison fut achetée en l'An IV par madame Melleville. Elle fut aussi utilisée par les PTT.
Le porche et les vantaux sont inscrits au titre des monuments historiques en 1927.